# Retkovci
Retkovci är en ort i Kroatien.   Den ligger i länet Srijem, i den östra delen av landet, 220 km öster om huvudstaden Zagreb. Retkovci ligger 84 meter över havet och antalet invånare är 1 388.
Terrängen runt Retkovci är mycket platt. Runt Retkovci är det ganska tätbefolkat, med 90 invånare per kvadratkilometer. Närmaste större samhälle är Vinkovci, 13,3 km nordost om Retkovci. Trakten runt Retkovci består till största delen av jordbruksmark.